# エトリア
エトリア株式会社（英: ETRIA Co., Ltd.）は、複合機、レーザープリンターのエンジン（プリントやスキャンをする機構）の開発・生産をするメーカー。2024年に株式会社リコーと東芝テック株式会社のジョイントベンチャーとして設立した。2025年には沖電気工業株式会社が資本参加。

## 概要
複合機やプリンタの市場はペーパーレス化やリモートワークの拡大、クラウドサービスの普及などによって事業規模が縮小傾向にあり、コスト削減や競争力強化を図る一方、各社はアライアンスも模索してきた。2023年5月、リコーと東芝テックが両社のエンジンを共通化し生産機能を担うための合弁企業として設立を発表した。

## 沿革
2023年5月 - 株式会社リコーと東芝テック株式会社が合弁会社設立を発表。
2024年2月6日 - 会社名を「ETRIA (エトリア)」とすることを発表。
2024年7月1日 - 設立。事業を開始。資本金5億円、出資比率はリコー：85% 東芝テック：15%。
2025年10月1日 - 沖電気工業株式会社が株式の5.01%を取得し同社プリンター事業の開発・生産機能を当社に統合。